# 寺村城
寺村城（てらむらじょう）は、滋賀県東近江市蒲生寺町40番地と綺田町351番地の境あたりにあった日本の城（平山城）。寺村氏によって築かれた。寺村館（てらむらやかた）ともいわれる。

## 概要
近江寺村城の築城年代は室町期ともいわれるが定かではない。
位置は旧近江国蒲生寺村地域で、土塁の一部が現在の滋賀県東近江市蒲生寺町40番地と綺田町351番地の境あたりに残っており、「高薮」と呼ばれる竹藪から得照寺を含めた西側一帯が寺村城址である。現在も土塁の一部が約10ｍ程度残っている。
天正年間には寺村半左衛門が居城した記録が残っている。
『近江蒲生郡志』によれば、寺村城址近くの得照寺は、天正年間に寺村半左衛門の邸地に草堂を営んだことに始まる。得照寺の宗派は西本願寺（正式名称は本願寺）を本山とする浄土真宗本願寺派である。